# (16022) Wissnergross
(16022) Wissnergross est un astéroïde de la ceinture principale.

## Description
(16022) Wissnergross est un astéroïde de la ceinture principale. Il fut découvert le 10 février 1999 à Socorro (Nouveau-Mexique) par le projet LINEAR. Il présente une orbite caractérisée par un demi-grand axe de 2,36 UA, une excentricité de 0,17 et une inclinaison de 2,1° par rapport à l'écliptique.

## Compléments